# Jurong, Zhenjiang
Jurong, tidigare romaniserat Küyung, är en stad på häradsnivå som lyder under Zhenjiangs stad på prefekturnivå  i Jiangsu-provinsen i östra Kina. Den ligger omkring 40 kilometer öster om provinshuvudstaden Nanjing. 

## Källa
1. ↑  ”worldpostmarks.net”. Arkiverad från originalet den 2 januari 2015. https://web.archive.org/web/20150102101710/http://worldpostmarks.net/HTML%20Countries/china.htm. Läst 22 juli 2015.